# 1490er
Portal Geschichte | Portal Biografien | Aktuelle Ereignisse | Jahreskalender | Tagesartikel

◄ |
14. Jh. |
15. Jahrhundert
| 16. Jh. | ►

◄ |
1460er |
1470er |
1480er |
1490er
| 1500er | 1510er | 1520er | ►

1490 |
1491 |
1492 |
1493 |
1494 |
1495 |
1496 |
1497 |
1498 |
1499

## Ereignisse
- 1492: Mit der Kapitulation von Muhammad XII., des letzten Sultans von Granada, endet die 700-jährige Herrschaft der Mauren auf der iberischen Halbinsel (Abschluss der Reconquista).
- 1492: Christoph Kolumbus erreicht Amerika (die Bahamas) und entdeckt diesen Kontinent für Europa.
- 1492: Martin Behaim fertigt den ersten Globus, seinen „Erdapfel“, an.
- 1494: Im Vertrag von Tordesillas teilt Papst Alexander VI. die Neue Welt zwischen Spanien und Portugal auf.
- 1498: Der portugiesische Seefahrer Vasco da Gama entdeckt den Seeweg nach Ostindien (um das Kap der Guten Hoffnung), landet in Calicut und auf Sri Lanka.